# 山内豊興
山内 豊興（やまうち とよおき）は、江戸時代後期の大名。土佐藩11代藩主。官位は従五位下・土佐守、侍従。

## 略歴
10代藩主・山内豊策の長男として誕生。
文化5年（1808年）2月5日、父の隠居により家督を継ぐ。しかし翌文化6年（1809年）3月19日に17歳で早世した。嗣子がなく、跡を異母弟の豊資が継いだ。法号は寛邦院泰運源心。
墓所は国史跡の土佐藩主山内家墓所（高知県高知市筆山町）。

## 系譜
- 父：山内豊策（1773-1825）
- 母：児玉氏
- 養子
  - 男子：山内豊資（1794-1872） - 山内豊策の次男